# Dryopteris arguta
Espèce
Dryoperis arguta, la Dryoptère côtière ou Dryoptéride côtière, est une espèce de fougères sylvestres de la famille des Dryopteridaceae. Elle est originaire de la côte ouest et de l'intérieur des terres bordant les chaînes de montagnes Nord-américaines, depuis la Colombie-Britannique jusqu'à l'Arizona en passant par la Californie.
Elle croît du niveau de la mer jusqu'à une altitude de 1 800 mètres. On la trouve dans les forêts à essences pérennes, les chênaies, les coteaux ombragés de faible altitude, les maquis et les forêts.

## Description

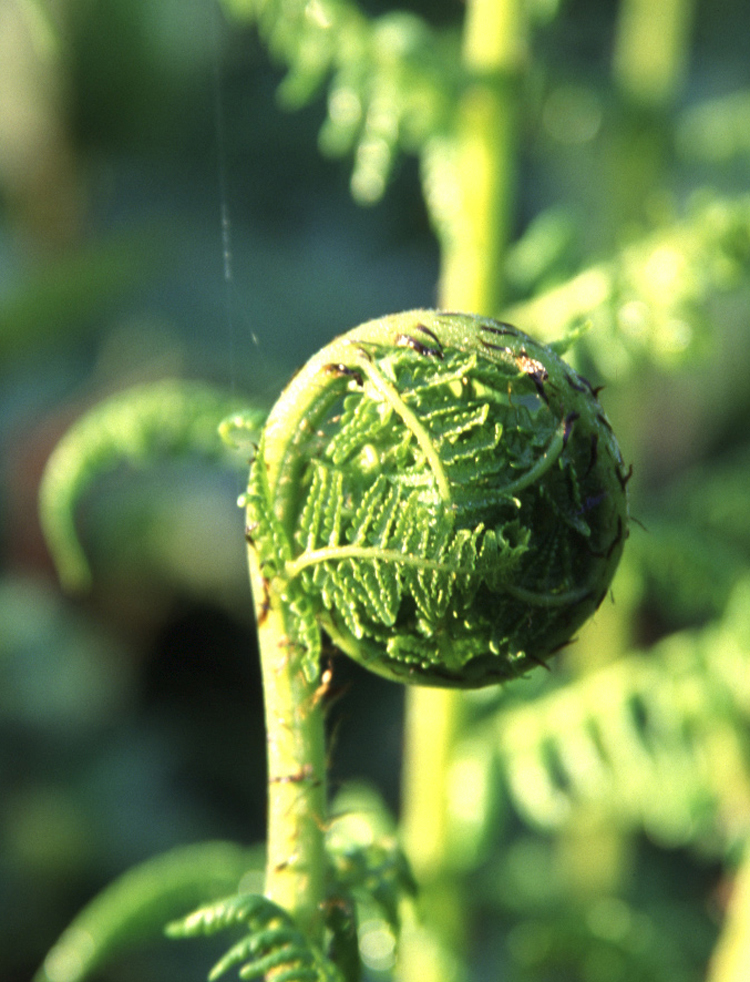
Jeunes feuilles de la Dryoptère côtière.

Dryopteris arguta est d'aspect assez variable. Les pennes quelquefois se courbent sur la fronde, leur conférant un aspect ébouriffé ou en dentelle, et les pinnules peuvent présenter des soies à leurs extrémités. D'après C. Michael Hogan, les fines indusies concaves sont relativement proches et couvrent presque entièrement les sporanges.

## Taxonomie
L'espèce a été initialement classée dans le genre Aspidium sous le basionyme Aspidium argutum par Georg Friedrich Kaulfuss en 1824. Elle est déplacée dans le genre Dryopteris par David Allan Poe Watt en 1867.
Dryopteris arguta a pour synonymes :
- Aspidium argutum Kaulf.
- Aspidium rigidum var. argutum (Kaulf.) D.C.Eaton
- Dryopteris arguta (Kaulf.) Maxon
- Dryopteris arguta f. bella Ewan
- Dryopteris arguta f. cristata Ewan
- Dryopteris arguta f. flocculosa Ewan
- Dryopteris arguta f. nudata Ewan
- Dryopteris rigida var. arguta (Kaulf.) Underw.
- Filix rigida var. arguta (Kaulf.) Farw.
- Lastrea arguta (Kaulf.) Brack.
- Nephrodium argutum (Kaulf.) Diels
- Thelypteris arguta (Kaulf.) Moxley